# 向原伸彦
向原 伸彦（むこうはら のぶひこ）は、日本の医師、医学者。元兵庫県立姫路循環器病センター院長。

## 略歴
兵庫県立神戸高等学校卒業。1979年神戸大学医学部卒業。同第2外科学研修医。1980年兵庫県立淡路病院外科。1981年兵庫県立こども病院外科。1982年神戸大学医学部第2外科大学院入学、1986年同修了。1986年8月から1987年7月まで米国コネチカット州ハートフォード病院留学。1987年兵庫県立循環器病センター心臓血管外科医長。1997年三木市立三木市民病院心臓血管外科部長。2000年兵庫県立姫路循環器病センター心臓血管外科部長。2007年同副院長、2013年同院長。2023年退職

## 論文・寄稿文
- 向原伸彦, 「磁気共鳴画像法(MRI)による大動脈解離の診断 : 特に真腔、偽腔の交通口について」 神戸大学 博士論文, 甲第618号, 1986年, NAID 500000005336
- 青木正哉, 向原伸彦, 吉田正人, 村上博久, 邉見宗一郎, 松島峻介, 西岡成知, 森本直人, 本多祐, 中桐啓太郎「腹部大動脈瘤術後の二次性 Aortoenteric Fistula に対して血管内治療が有効であった1例」『日本心臓血管外科学会雑誌』第42巻第5号、日本心臓血管外科学会、2013年、391-394頁、doi:10.4326/jjcvs.42.391、ISSN 0285-1474、NAID 130004887148。
- 向原伸彦, 伊東宏, 李正男, 上岡克彦, 藤戸好典, 兼平暁夫, 李聖喆, 津川力, 木村健, 松本陽一「228 高インスリン血症による新生児低血糖症の外科治療上の問題点」『日本小児外科学会雑誌』第19巻第2号、日本小児外科学会、1983年、421頁、doi:10.11164/jjsps.19.2_421_1、ISSN 0288-609X、NAID 110002088983。
- 安岡俊介, 西脇正美, 中村和夫, 岡田昌義, 坪田紀明, 松田昌三, 小澤修一, 麻田達郎, 司尾和紀, 向原伸彦「A-I-2 大静脈再建におけるGore-Texの有用性」『日本心臓血管外科学会雑誌』第14巻第1号、日本心臓血管外科学会、1984年、9-11頁、doi:10.4326/jjcvs.14.9、ISSN 0285-1474、NAID 130003626813。
- 向原伸彦, 津川力, 上岡克彦, 李正男, 藤戸好典, 兼平暁夫, 木村健, 松本陽一, 伊東宏「Nesidioblastosis : 膵広範囲切除による治療」『日本小児外科学会雑誌』第21巻第3号、日本小児外科学会、1985年、496-500頁、doi:10.11164/jjsps.21.3_496、ISSN 0288-609X、NAID 110002097058。
- 向原伸彦, 小沢修一, 吉田裕, 小川恭一, 岡田昌義, 中村和夫「逆行性解離におけるＭＲＩの有用性」『日本心臓血管外科学会雑誌』第16巻第1号、日本心臓血管外科学会、1986年、54-55頁、doi:10.4326/jjcvs.16.54、ISSN 0285-1474、NAID 130003437951。
- 向原伸彦, 岡田昌義, 橋本行, 小川恭一, 中村和夫「106 MRIによる解離性大動脈瘤の診断」『日本心臓血管外科学会雑誌』第15巻第5号、日本心臓血管外科学会、1986年、514-516頁、doi:10.4326/jjcvs.15.514、ISSN 0285-1474、NAID 130003627142。
- 麻田達郎, 小川恭一, 中尾守次, 向原伸彦, 樋上哲哉, 松田均, 山本信一郎, 河村剛史「重症多枝病変例（ＰＴＣＡ禁忌例）に対する冠血行再建術の検討」『日本心臓血管外科学会雑誌』第18巻第2号、日本心臓血管外科学会、1988年、246-248頁、doi:10.4326/jjcvs.18.246、ISSN 0285-1474、NAID 130003627587。
- 向原伸彦, 小川恭一, 麻田達郎, 知花幹雄, 西脇正美「血栓閉鎖型Ａ型急性期大動脈解離に対する外科治療の検討」『日本心臓血管外科学会雑誌』第20巻第2号、日本心臓血管外科学会、1990年、285-287頁、doi:10.4326/jjcvs.20.285、ISSN 0285-1474、NAID 130003438389。
- 河村剛史, 樋上哲哉, 小川恭一, 麻田達郎, 向原伸彦, 西脇正美, 知花幹雄「補助循環 急性左心不全に対する緊急経皮的左心補助法の実験的検討」『日本心臓血管外科学会雑誌』第20巻第5号、日本心臓血管外科学会、1991年、1051-1053頁、doi:10.4326/jjcvs.20.1051、ISSN 0285-1474、NAID 130003628325。
- 樋上哲哉, 小川恭一, 麻田達郎, 向原伸彦, 西脇正美, 杉本貴樹, 西尾渉, 中桐啓太郎, 河村剛史「S-1-7 Non-clamping selective cerebral perfusion (NSCP法)による弓部大動脈への拡大手術」『日本心臓血管外科学会雑誌』第21巻第4号、日本心臓血管外科学会、1992年、351-354頁、doi:10.4326/jjcvs.21.351、ISSN 0285-1474、NAID 130003438417。
- 樋上哲哉, 小川恭一, 麻田達郎, 向原伸彦, 大保英文, 杉本貴樹, 河村剛史「逆行性冠灌流法の心筋保護効果向上のための対策」『日本心臓血管外科学会雑誌』第22巻第3号、日本心臓血管外科学会、1993年、158-160頁、doi:10.4326/jjcvs.22.158、ISSN 0285-1474、NAID 130003628622。
- 河村剛史, 麻田達郎, 向原伸彦, 樋上哲哉「P026 摘出灌流標本を用いた心臓刺激伝導系と横隔膜神経の磁界計測」『Japanese circulation journal』第59巻、日本循環器学会、1995年3月、407頁、ISSN 00471828、NAID 110002618220。
- 樋上哲哉, 小澤修一, 麻田達郎, 向原伸彦, 大保英文, 顔邦男, 岩橋和彦, 野原秀晃「P327 左冠動脈主幹部病変による急性心筋梗塞例に対する治療法」『Japanese circulation journal』第61巻、日本循環器学会、1997年3月、467頁、ISSN 00471828、NAID 110002624150。
- 大保英文, 向原伸彦, 吉田正人, 中桐啓太郎, 花田智樹, 南裕也, 圓尾文子, 松久弘典, 森本直人, 志田力「大動脈解離に起因する消化管虚血症例の検討」『日本血管外科学会雑誌』第12巻第5号、2003年8月、521-527頁、ISSN 09186778、NAID 10012121749。
- 吉田正人, 三里卓也, 志田力, 向原伸彦, 大保英文, 尾崎喜就, 本多祐, 金賢一, 溝口和博, 井上武, 深瀬圭吾「80歳以上の超高齢者に対する大動脈弁置換術症例の検討」『日本心臓血管外科学会雑誌』第35巻第2号、日本心臓血管外科学会、2006年、61-65頁、doi:10.4326/jjcvs.35.61、ISSN 0285-1474、NAID 130003629626。
- 尾崎喜就, 向原伸彦, 吉田正人, 本多祐, 金賢一, 溝口和博, 圓尾文子, 志田力「冠動脈疾患を合併した腹部大動脈瘤の外科治療」『日本血管外科学会雑誌』第16巻第7号、日本血管外科学会、2007年、785-790頁、doi:10.11401/jsvs.16.785、ISSN 0918-6778、NAID 130004842928。
- 本多祐, 向原伸彦, 吉田正人, 中桐啓太郎, 志田力「開心術後の早期心臓リハビリテーションの有用性」『日本心臓血管外科学会雑誌』第38巻第5号、日本心臓血管外科学会、2009年、314-318頁、doi:10.4326/jjcvs.38.314、ISSN 0285-1474、NAID 130004548248。
- 石垣隆弘, 村上博久, 邉見宗一郎, 酒井麻里, 吉田正人, 向原伸彦「腹部大動脈瘤破裂をきたした血管ベーチェット病の1 例」『日本血管外科学会雑誌』第24巻第2号、日本血管外科学会、2015年、99-102頁、doi:10.11401/jsvs.14-00062、ISSN 0918-6778、NAID 130005066027。
- 石垣隆弘, 大村篤史, 南一司, 村上博久, 本多祐, 吉田正人, 向原伸彦, 松田均, 川崎竜太, 木下めぐ美, 幸田陽次郎, 立石直毅, 谷一宏, 酒井麻里, 邉見宗一郎「無症候性B 型大動脈解離に対するTEVAR」『脈管学』第55巻第4号、日本脈管学会、2015年、59-64頁、doi:10.7133/jca.15-00002、ISSN 0387-1126、NAID 130005068357。

## 学会活動
日本冠動脈外科学会理事

日本胸部外科学会評議員

日本心臓血管外科学会評議員

日本脈管学会評議員

日本血管外科学会評議員

日本血管内治療学会評議員

日本外科学会指導医

日本循環器病学会近畿支部評議員

近畿外科学会評議員